# Ichneumon proximus
Ichneumon proximus là một loài tò vò trong họ Ichneumonidae.